# Château de Berné
Le château de Berné est un édifice situé sur le territoire de la commune de Saonnet dans le département français du Calvados.

## Localisation
Le monument est situé dans le département français du Calvados, à Saonnet, Avenue du château, dans le Parc naturel régional des Marais du Cotentin et du Bessin.

## Historique
Le château date du XVIIe siècle, sous Louis XIII au XIXe siècle.
Le colombier est daté 1776 avec une inscription évoquant un dénommé Claude Foellix Duffayel de Berne.
Bâti pour la famille du Fayel de Berné, il est acquis au XIXe siècle par Lebarbey dont le gendre commence un remaniement en style néo-Renaissance vers 1880. Ces changements ne seront jamais achevés.
Longtemps abandonné, le colombier du château est l'objet d'un classement comme monument historique depuis le 14 décembre 2000.

## Architecture
Le château est construit en calcaire. 
Les modifications apportées au XIXe siècle en font un exemple de l'architecture de ce siècle. 
Le colombier comporte 1 200 boulins sur 29 niveaux. L'édifice en pisé fait 9 m de diamètre. L'état de l'édifice semble inquiétant au début du XXIe siècle.